# Helsinki-Konvention (1974)
Die Helsinki-Konvention war ein multilaterales Umweltabkommen zum Schutze der Ostsee. Die Konvention wurde 1974 von den sieben Ostsee-Anrainerstaaten unterzeichnet und trat am 3. Mai 1980 in Kraft. Erweitert wurde die Helsinki-Konvention durch Ergänzungen in den Jahren 1983, 1987, 1989, 1990, 1992 und 1993. Die Konvention wurde durch die 1992 beschlossene, 1999 bei der Helsinki-Kommission hinterlegte und 2000 in Kraft getretene Helsinki-Konvention ersetzt.
Unterzeichnerstaaten waren:
- Dänemark
- Bundesrepublik Deutschland
- Deutsche Demokratische Republik
- Finnland
- Schweden
- Volksrepublik Polen
- Sowjetunion